# 2006-os FIFA-klubvilágbajnokság
A 2006-os FIFA klub-világbajnokság egy labdarúgótorna volt, amit Japánban tartottak meg 2006. december 10. és december 17. között. Ez volt a negyedik kiírása a FIFA-klubvilágbajnokságnak, és a második azóta, hogy megszűnt az Interkontinentális kupa.
A hat konföderáció bajnok klubjai kieséses rendszerű tornán játszottak egymással. A negyeddöntőben mérkőztek meg az AFC, a CAF, a CONCACAF és az OFC bajnokai, amíg az UEFA és a CONMEBOL bajnokai az elődöntőben kapcsolódtak be a küzdelmekbe. A negyeddöntők vesztesei az ötödik helyért játszottak, míg az elődöntők vesztesei a harmadik helyért.
A házigazda nemzet csapata nem vett részt, mint ahogyan azt eredetileg javasolták. Ausztrália OFC-ből való kilépését követően az Óceániát képviselő Auckland City teljesen amatőr státuszú volt, így megmérkőztették őket egy selejtezőn a J. League bajnokával (Gamba Oszaka), amely eldöntötte, ki jut be a tornára. Szintén változás lett volna, hogy eltörlik az ötödik helyért rendezett mérkőzést. Ez végül elmaradt, de a torna lebonyolítása megváltozott a 2007-es kiírásra.

## Részt vevő csapatok
A következő csapatok kvalifikálták magukat a 2006-os FIFA-klubvilágbajnokságra:
| Jeonbuk Hyundai Motors | AFC      | 2006-os AFC-bajnokok ligája győztes       |
| FC Barcelona           | UEFA     | 2005–2006-os UEFA-bajnokok ligája győztes |
| Club América           | CONCACAF | 2006-os CONCACAF-bajnokok ligája győztes  |
| el-Ahlí                | CAF      | 2006-os CAF-bajnokok ligája győztes       |
| Internacional          | CONMEBOL | 2006-os Copa Libertadores győztes         |
| Auckland City          | OFC      | 2006-os OFC-bajnokok ligája győztes       |

## Keretek
A listához, amely tartalmazza a torna összes keretét, lásd a 2006-os FIFA-klubvilágbajnokság (keretek)et.

## Ágrajz
|  |                            |                            |                            |                         |                         |                         |               |               |              |              |                         |                         |                         |
|  | Negyeddöntők               | Negyeddöntők               | Negyeddöntők               |                         |                         | Elődöntők               | Elődöntők     | Elődöntők     |              |              | Döntő                   | Döntő                   | Döntő                   |
|  | Negyeddöntők               | Negyeddöntők               | Negyeddöntők               |                         |                         | Elődöntők               | Elődöntők     | Elődöntők     |              |              | Döntő                   | Döntő                   | Döntő                   |
|  | december 10. – Toyota City | december 10. – Toyota City | december 10. – Toyota City | december 13. – Tokió    | december 13. – Tokió    | december 13. – Tokió    |               |               |              |              |                         |                         |                         |
|  | december 10. – Toyota City | december 10. – Toyota City | december 10. – Toyota City | december 13. – Tokió    | december 13. – Tokió    | december 13. – Tokió    |               |               |              |              |                         |                         |                         |
|  | Auckland City              | Auckland City              | 0                          | el-Ahlí                 | el-Ahlí                 | 1                       |               |               |              |              |                         |                         |                         |
|  | Auckland City              | Auckland City              | 0                          | el-Ahlí                 | el-Ahlí                 | 1                       |               |               |              |              |                         |                         |                         |
|  | el-Ahlí                    | el-Ahlí                    | 2                          |                         |                         | Internacional           | Internacional | 2             |              |              | december 17. – Jokohama | december 17. – Jokohama | december 17. – Jokohama |
|  | el-Ahlí                    | el-Ahlí                    | 2                          |                         |                         | Internacional           | Internacional | 2             |              |              | december 17. – Jokohama | december 17. – Jokohama | december 17. – Jokohama |
|  |                            |                            |                            |                         |                         |                         | Internacional | Internacional | 1            |              |                         |                         |                         |
|  |                            |                            |                            |                         |                         |                         | Internacional | Internacional | 1            |              |                         |                         |                         |
|  | december 11. – Tokió       | december 11. – Tokió       | december 11. – Tokió       | december 14. – Jokohama | december 14. – Jokohama | december 14. – Jokohama |               |               | FC Barcelona | FC Barcelona | 0                       |                         |                         |
|  | december 11. – Tokió       | december 11. – Tokió       | december 11. – Tokió       | december 14. – Jokohama | december 14. – Jokohama | december 14. – Jokohama |               |               | FC Barcelona | FC Barcelona | 0                       |                         |                         |
|  | Jeonbuk                    | Jeonbuk                    | 0                          | Club América            | Club América            | 0                       |               |               |              |              |                         |                         |                         |
|  | Jeonbuk                    | Jeonbuk                    | 0                          | Club América            | Club América            | 0                       |               |               |              |              |                         |                         |                         |
|  | Club América               | Club América               | 1                          |                         |                         | FC Barcelona            | FC Barcelona  | 4             |              |              |                         |                         |                         |
|  | Club América               | Club América               | 1                          |                         |                         | FC Barcelona            | FC Barcelona  | 4             |              |              |                         |                         |                         |
|  |                            |                            |                            |                         |                         |                         |               |               |              |              |                         |                         |                         |
|  |                            |                            |                            |                         |                         |                         |               |               |              |              |                         |                         |                         |
|  | Az 5. helyért              | Az 5. helyért              | Az 5. helyért              | Bronzmérkőzés           | Bronzmérkőzés           | Bronzmérkőzés           |               |               |              |              |                         |                         |                         |
|  | Az 5. helyért              | Az 5. helyért              | Az 5. helyért              | Bronzmérkőzés           | Bronzmérkőzés           | Bronzmérkőzés           |               |               |              |              |                         |                         |                         |
|  | december 15. – Tokió       | december 15. – Tokió       | december 15. – Tokió       | december 17. – Jokohama | december 17. – Jokohama | december 17. – Jokohama |               |               |              |              |                         |                         |                         |
|  | december 15. – Tokió       | december 15. – Tokió       | december 15. – Tokió       | december 17. – Jokohama | december 17. – Jokohama | december 17. – Jokohama |               |               |              |              |                         |                         |                         |
|  | Auckland City              | Auckland City              | 0                          | el-Ahlí                 | el-Ahlí                 | 2                       |               |               |              |              |                         |                         |                         |
|  | Auckland City              | Auckland City              | 0                          | el-Ahlí                 | el-Ahlí                 | 2                       |               |               |              |              |                         |                         |                         |
|  | Jeonbuk                    | Jeonbuk                    | 3                          | Club América            | Club América            | 1                       |               |               |              |              |                         |                         |                         |
|  | Jeonbuk                    | Jeonbuk                    | 3                          | Club América            | Club América            | 1                       |               |               |              |              |                         |                         |                         |

## Mérkőzések

### Negyeddöntők
Minden időpont helyi idő szerinti (UTC+9)
| 2006-12-10 19:20 | Auckland City | 0 – 2                 | el-Ahlí                 | Toyota Stadion, Toyota City Nézőszám: 29,922 Játékvezető: Khalil Al Ghamdi (Szaúd-Arábia) |
| 2006-12-10 19:20 |               | (0 – 0) (Jegyzőkönyv) | Flávio 51' Abútríka 73' | Toyota Stadion, Toyota City Nézőszám: 29,922 Játékvezető: Khalil Al Ghamdi (Szaúd-Arábia) |

| 2006-12-11 19:20 | Jeonbuk Hyundai Motors | 0 – 1                 | Club América | Olimpiai Stadion, Tokió Nézőszám: 34,197 Játékvezető: Jerome Damon (Dél-Afrika) |
| 2006-12-11 19:20 |                        | (0 – 0) (Jegyzőkönyv) | Rojas 79'    | Olimpiai Stadion, Tokió Nézőszám: 34,197 Játékvezető: Jerome Damon (Dél-Afrika) |

### Elődöntők
| 2006-12-13 19:20 | el-Ahlí    | 1 – 2                 | Internacional             | Olimpiai Stadion, Tokió Nézőszám: 33,690 Játékvezető: Mohd Salleh Subkhiddin (Malajzia) |
| 2006-12-13 19:20 | Flávio 54' | (0 – 1) (Jegyzőkönyv) | Pato 23' Luiz Adriano 72' | Olimpiai Stadion, Tokió Nézőszám: 33,690 Játékvezető: Mohd Salleh Subkhiddin (Malajzia) |

| 2006-12-14 19:20 | Club América | 0 – 4                 | Barcelona                                          | Nemzetközi Stadion, Jokohama Nézőszám: 62,316 Játékvezető: Óscar Ruiz (Kolumbia) |
| 2006-12-14 19:20 |              | (0 – 2) (Jegyzőkönyv) | Guðjohnsen 11' Márquez 30' Ronaldinho 65' Deco 85' | Nemzetközi Stadion, Jokohama Nézőszám: 62,316 Játékvezető: Óscar Ruiz (Kolumbia) |

### 5. helyért
| 2006-12-15 19:20 | Auckland City | 0 – 3                 | Jeonbuk Hyundai Motors                                         | Olimpiai Stadion, Tokió Nézőszám: 23,258 Játékvezető: Khalil Al Ghamdi (Szaúd-Arábia) |
| 2006-12-15 19:20 |               | (0 – 2) (Jegyzőkönyv) | Lee Hyun-Seung 17' Kim Hyeung-Bum 31' Zé Carlos 73' (11-esből) | Olimpiai Stadion, Tokió Nézőszám: 23,258 Játékvezető: Khalil Al Ghamdi (Szaúd-Arábia) |

### 3. helyért
| 2006-12-17 16:20 | el-Ahlí          | 2 – 1                 | Club América | Nemzetközi Stadion, Jokohama Nézőszám: 51,641 Játékvezető: Jerome Damon (Dél-Afrika) |
| 2006-12-17 16:20 | Abútríka 42' 79' | (1 – 0) (Jegyzőkönyv) | Cabañas 59'  | Nemzetközi Stadion, Jokohama Nézőszám: 51,641 Játékvezető: Jerome Damon (Dél-Afrika) |

### Döntő
| 2006-12-17 19:20 | Internacional | 1 – 0                 | Barcelona | Nemzetközi Stadion, Jokohama Nézőszám: 67,128 Játékvezető: Carlos Batres (Guatemala) |
| 2006-12-17 19:20 | Adriano 82'   | (0 – 0) (Jegyzőkönyv) |           | Nemzetközi Stadion, Jokohama Nézőszám: 67,128 Játékvezető: Carlos Batres (Guatemala) |

| 2006-os FIFA klub-világbajnokság Győztes |
| ---------------------------------------- |
| SC Internacional Első cím                |

## Gólszerzők
3 gólos
- Mohamed Abútríka (el-Ahlí)

2 gólos
- Flávio (el-Ahlí)

1 gólos
- Adriano (Internacional)
- Luiz Adriano (Internacional)
- Salvador Cabañas (Club América)
- Deco (Barcelona)
- Eiður Guðjohnsen (Barcelona)
- Kim Hyeung-Bum (Jeonbuk)
- Lee Hyun-Seung (Jeonbuk)
- Rafael Márquez (Barcelona)
- Alexandre Pato (Internacional)
- Ricardo Francisco Rojas (Club América)
- Ronaldinho (Barcelona)
- Zé Carlos (Jeonbuk)

## Díjak
| Aranylabda          | Ezüstlabda             | Bronzlabda                |
| ------------------- | ---------------------- | ------------------------- |
| Deco (FC Barcelona) | Iarley (Internacional) | Ronaldinho (FC Barcelona) |

| Fair play | FC Barcelona |